# Hugo Kaulen (1869–1954)
Hugo Kaulen (ur. 28 października 1869 w Krefeld, zm. 9 lipca 1954 w Wuppertal) – niemiecki pilot balonowy.

## Życiorys
Jego ojciec Georg Wilhelm Kaulen był właścicielem fabryki w Helmond. Hugo ożenił się z Klarą Eschenbach. Pomagał ojcu w prowadzeniu zakładu. W 1910 roku zdobył licencję pilota balonowego. W 1913 roku wziął udział w zawodach o Puchar Gordona Bennetta na balonie Duisburg o pojemności 1680 m³. Towarzyszył mu Bruno Schmitz, a ich balon zajął 16 miejsce.
W grudniu tego samego roku, na tym samym balonie odbyli oni rekordowy lot z Bitterfeld do Permu w Rosji u stóp gór Ural. Towarzyszył im Bruno Krefft. W czasie 87 godzin pokonali dystans 3422 km ustanawiając rekord długości lotu.
Po zakończeniu I wojny niemieccy zawodnicy nie mogli uczestniczyć w zawodach o Puchar Gordona Bennetta. Po raz pierwszy wzięli w nich udział w 1927 roku. Hugo Kaulen (senior) wystartował w nich na balonie Barmen razem z Alexandrem Dahlem i zajął 2 miejsce. W wyścigu wystartował też jego najmłodszy syn Hugo. Rok później w 1928 syn i ojciec wystartowali wspólnie. Zajęli 2 miejsce, ale mogli odnieść sukces ponieważ przekonani, że zajmują odległe miejsce, pomimo posiadania balastu wylądowali milę bliżej niż zwycięzcy.